# Monròvia
Monròvia (en anglès Monrovia) és la capital i la ciutat principal de Libèria. Situada a la costa de l'Atlàntic, el 2003 tenia 572.000 habitants.
La ciutat es va anomenar així en homenatge al president estatunidenc James Monroe, que governava en el moment que els lliberts negres foren soltats a la costa africana perquè esclavitzessin la població indígena i copiessin el model de societat del sud dels Estats Units de l'època.

## Etimologia
Monrovia rep el seu nom en honor al president dels Estats Units James Monroe, un destacat partidari de la colonització de Libèria i de l'American Colonization Society. Juntament amb Washington DC, és una de les dues capitals mundials que porta el nom d'un president dels Estats Units.

## Història

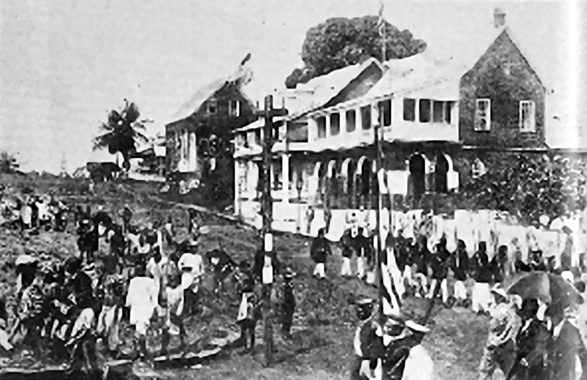
Monròvia al.

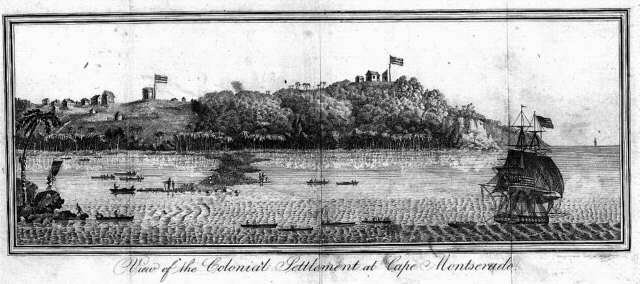
Gravat de l'enclavament colonial del cap Mesurado, origen de l'actual Monròvia

L'àrea de Monròvia ja estava habitada quan els portuguesos l'anomenaren Cabo Mesurado el 1560, i la desembocadura del riu Mesurado s'anomenava Ducor. S'havia establert durant molt de temps com una cruïlla de camins i un lloc de comerç, i estava habitada per comunitats pesqueres, comercials i agrícoles de diverses ètnies, com ara els Dey, Kru, Bassa, Gola i Vai. El cartògraf i esclavista francès Chevalier des Marchais va visitar Ducor i el Cap el 1723, hi va fer negocis i més tard va publicar un mapa de la zona.
El 1816, amb l'objectiu d'establir una colònia autosuficient per als esclaus nord-americans emancipats, cosa que ja s'havia aconseguit a Freetown, el primer grup de colons afroamericans va arribar a l'Àfrica occidental des dels Estats Units sota els auspicis de l'American Colonization Society i amb el suport del govern dels EUA. Van desembarcar a l'illa de Sherbro, al territori que actualment és Sierra Leone.
El 7 de gener de 1822, un vaixell va portar aquests colons a l'illa Dazoe (ara anomenada illa Providence) a la desembocadura del riu Mesurado. Posteriorment van desembarcar al cap Mesurado i van establir un assentament que van anomenar Christopolis.
I la ciutat no es va fundar fins a l'abril del 1822, quan l'illa de Providence (actualment connectada al centre urbà per un pont) fou ocupada per la Societat Americana de Colonització (American Colonization Society) com a refugi dels esclaus alliberats dels Estats Units i de les Índies Occidentals Britàniques, tal com ja havien fet els anglesos a Freetown al final del segle anterior. En un principi anomenada Christopolis. El 1824, la ciutat va ser rebatejada com a Monròvia en honor a James Monroe, president dels Estats Units a l'època. Monroe va ser un destacat partidari del desenvolupament de la ciutat com un lloc per traslladar els negres abans esclavitzats dels Estats Units d'Amèrica i les illes del Carib, com a alternativa a l'abolició de la institució de l'esclavitud a Amèrica.
El 1845, hi va haver una convenció constitucional a Monròvia, en la qual es va redactar el document que s'adoptaria dos anys més tard com a constitució de la recentment independent i sobirana República de Libèria.
A principis del segle xx, 2.500 dels 4.000 habitants de Monròvia eren americà-liberians. Monròvia es va dividir en dos sectors: Monròvia pròpiament dita i Krutown. Monròvia pròpiament dita era on residia la població americà-liberiana de la ciutat; l'estil arquitectònic dels seus edificis recordava al sud dels Estats Units. Krutown estava habitada principalment per ètnies krus, però també per bassas, grebos i membres d'altres grups ètnics. El 1926, els grups ètnics de l'interior de Libèria havien començat a emigrar a Monròvia a la recerca de feina. El 1937, la població de Monròvia havia crescut fins als 10.000 habitants i tenia 30 policies.

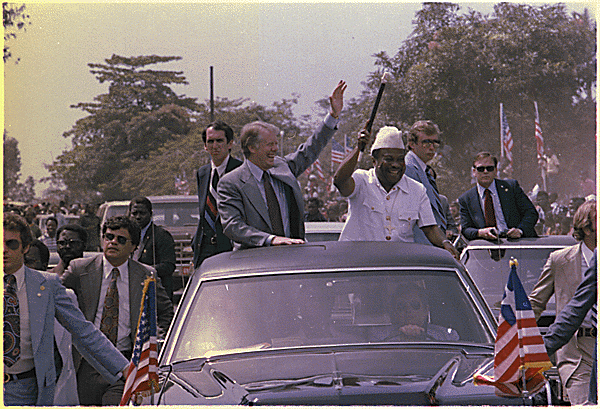
El president estatunidenc Jimmy Carter i el president de Libèria William Tolbert visitaven des de la seva caravana, 1978.

El 1979, l'Organització de la Unitat Africana va celebrar la seva conferència prop de Monròvia, i va ser presidida pel llavors president de Libèria, William Tolbert. Durant el seu mandat, Tolbert va millorar l'habitatge públic a Monròvia i va reduir a la meitat les taxes de matrícula a la Universitat de Libèria. El 1980, un cop militar liderat per Samuel Doe va enderrocar el govern de Tolbert i va executar molts dels seus membres.
La Primera Guerra Civil liberiana (1989 a 1997) i Segona Guerra Civil liberiana (1999 a 2003) van danyar greument molts edificis i gairebé tota la infraestructura de la ciutat, especialment durant el setge de Monròvia. Hi va haver grans batalles entre les forces governamentals de Samuel Doe i les forces del príncep Johnson el 1990, i durant l'assalt del Front Patriòtic Nacional de Libèria a la ciutat el 1992. Durant les guerres, molts nens i joves es van veure obligats a implicar-se en els combats, van ser privats de qualsevol escola, i després, molts d'ells van quedar sense casa.
L'any 2002, Leymah Gbowee va organitzar l'Acció massiva de Dones de Libèria per la Pau, com a part de la qual, a Monròvia, les dones locals es van reunir en un mercat de peix per pregar i cantar. Aquest moviment va ajudar a posar fi a la guerra l'any següent i a provocar l'elecció d'Ellen Johnson Sirleaf com a presidenta de Libèria, que es va convertir així en la primera nació africana a tenir una dona presidenta.
El 2014, la ciutat es va veure afectada pel Brot d'Ebola a l'Àfrica de l'oest de 2014. L'epidèmia del virus de l'Ebola a Libèria es va declarar acabada el 3 de setembre de 2015.

## Geografia

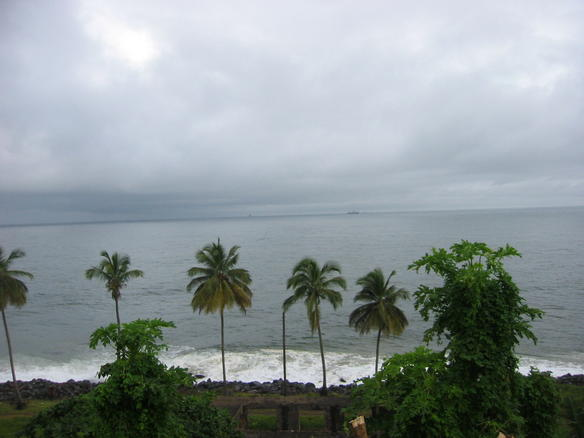
L'oceà Atlàntic vist des de Monròvia.

Monròvia es troba al llarg de la península del cap Mesurado, entre l'oceà Atlàntic i el riu Mesurado, la desembocadura del qual forma un gran port natural. El riu Saint Paul es troba directament al nord de la ciutat i forma el límit nord de l'illa Bushrod, a la qual s'arriba creuant el "Pont Nou" des del centre de Monròvia. Monrovia es troba al comtat de Montserrado i és la ciutat més gran de Libèria i el seu centre administratiu, comercial i financer.

### Clima
Segons la Classificació climàtica de Köppen, Monròvia té un clima tropical monsònic(Am). És la capital més humida del món, amb una mitjana anual de precipitacions de 4624 mm. Té una estació humida i una estació seca, però rep precipitacions fins i tot durant l'estació seca. Les temperatures són força constants durant tot l'any, amb una mitjana d'uns 26,4 °C. L'única petita diferència són les altes temperatures, ja que són al voltant dels 27 °C a l'hivern i prop dels 32 °C a l'estiu, amb mínimes al voltant dels 22-24 °C durant tot l'any.

## Demografia
| 2008      |
| 1.021.762 |

### Etnologia i llengües
- El fante és un dialecte de l'àkan que parlen 45.000 fantes al voltant de Monròvia.[11]

## Economia

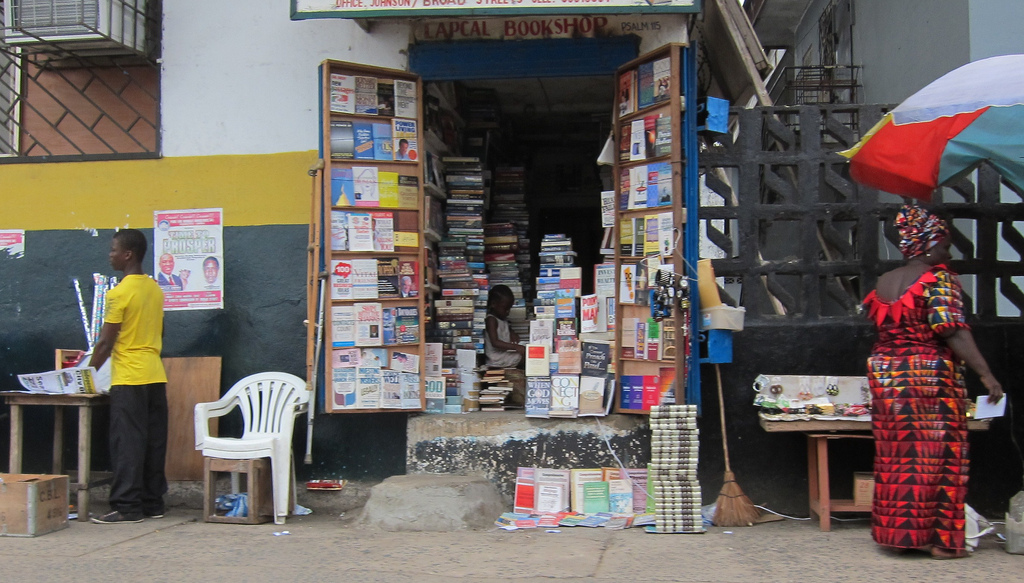
Paradeta del mercat al centre de Monròvia

L'economia de Monròvia està dominada pel seu port, el Freeport de Monròvia, i com a ubicació de les oficines governamentals de Libèria. El port de Monròvia va ser ampliat significativament per les forces nord-americanes durant la Segona Guerra Mundial i les principals exportacions són làtex i mineral de ferro.
In situ també es fabriquen materials, com ara ciment, petroli refinat, productes alimentaris, maó i rajola, mobles , i químics. Situat a l'illa Bushrod, entre les desembocadures dels rius Mesurado i Saint Paul, el port també disposa d'instal·lacions per emmagatzemar i reparar vaixells.

## La ciutat
Monròvia està situada en una península entre l'oceà Atlàntic i el riu Mesurado; al nord hi desemboca el riu Saint Paul. És la ciutat més gran de Libèria i n'és el centre administratiu, econòmic, comercial i financer més important. L'economia urbana gravita entorn del seu port, que durant la Segona Guerra Mundial fou ampliat substancialment per les forces dels Estats Units.
A través del port s'exporta mineral de ferro i làtex produïts al país; el port compta també amb drassanes. Les indústries principals són les del ciment, refinament de petroli, alimentària, material de construcció (maons, rajoles), mobles i productes químics.
Els principals llocs d'interès són el Museu Nacional de Libèria, el Temple maçònic (actualment en ruïnes), el mercat de Waterside, el Centre Cultural i un bon nombre de platges. La ciutat té també un zoològic i un dels estadis esportius més grans de l'Àfrica, amb capacitat per a 40.000 persones. És la seu de la Universitat de Libèria i del Cuttington College and Divinity School.
Monròvia està connectada per mar amb Greenville i Harper. L'aeroport més proper, l'Aeroport Internacional Roberts, està situat a 60 km de la ciutat, a Robertsfield.

## Fills il·lustres
- Ellen Johnson Sirleaf (1938) Presidenta de Libèria (2006 - 2018), Premi Nobel de la Pau de l'any 2011.
- Leymah Gbowee (1972 -) activista. Premi Nobel de la Pau de l'any 2011.
- Henry Clifford Boles (1910–1979), arquitecte estatunidenc, actiu a Monròvia a través del programa Point Four[12]
- Prince Johnson, polític liberià
- Clarence Kparghai, jugador d'hoquei sobre gel suís
- Sio Moore, jugador de futbol americà
- Aloysius Wleh Penie, futbolista liberià
- Massimo Pigliucci (nascut el 1964), genetista ecològic i evolutiu
- Takun J, músic liberià
- Charles Taylor, expresident de Libèria
- Benoni Urey, empresari liberià
- George Weah, president de Libèria i exfutbolista
- Ashton Youboty, jugador de futbol americà